# Borice
Borice su naseljeno mjesto u sastavu općine Lukavac, Federacija Bosne i Hercegovine, BiH.

## Stanovništvo
| Borice             |       |
| godina popisa      | 1991. |
| Bošnjaci           | 1     |
| Srbi               | 99    |
| Hrvati             | 0     |
| Jugoslaveni        | 0     |
| ostali i nepoznato | 1     |
| ukupno             | 101   |